# .qa
.qa là tên miền quốc gia cấp cao nhất (ccTLD) của Qatar. Nó là tên miền cấp cao nhất duy nhất bắt đầu bằng ký tự Q, một trong những ký tự hiếm hoi trong tiếng Anh.